# Moto Guzzi Stelvio 1200 8V
Moto Guzzi Stelvio 1200 8V – włoski motocykl typu turystyczne enduro produkowany przez Moto Guzzi od 2008 roku.

## Dane techniczne/Osiągi
Silnik: V2
Pojemność silnika: 1151 cm³
Moc maksymalna: 105 KM/7250 obr./min
Maksymalny moment obrotowy: 113 Nm/5800 obr./min
Prędkość maksymalna: 220 km/h 

Przyspieszenie 0–100 km/h: 3,9 s